# Frank Spedding
Frank Spedding (* 21. August 1929 in Liverpool; † 11. Oktober 2001 in Nottingham) war ein britischer Komponist und Musiktheoretiker.

## Leben
Spedding wuchs in Nottingham auf. Er studierte Komposition bei Bernard Stevens, Reginald Owen Morris und William Lloyd Webber am Royal College of Music und der Universität London. Außerdem erhielt er Unterricht bei Ralph Vaughan Williams. Danach leistete er seinen Militärdienst bei der Royal Air Force ab. Er lehrte von 1958 bis 1985 als erster Professor Harmonik und Kontrapunkt an der Royal Scottish Academy of Music and Drama in Glasgow. Ab 1981 war er Direktor der School of Music.

## Preise
- 1952: RPS Composition Prize

## Filmografie
- 1962: Weave Me a Rainbow
- 1963: The Big Mill
- 1966: Glasgow Belongs to Me
- 1966: Flash, der Schäferhund (Flash the Sheepdog)
- 1967: Von Booten, Fischen und Pferden (The Big Catch)
- 1972: The Duna Bull
- 1983: The Architecture of Frank Lloyd Wright